# Elias Hadaya
Elias Hadaya (Eskilstuna, 31 agosto 1998) è un calciatore svedese naturalizzato siriano, portiere del Sandefjord e della Nazionale siriana.

## Carriera

### Club
Hadaya ha giocato nelle giovanili dell'AFC Eskilstuna. Nel 2013 è stato aggregato alla prima squadra del Valsta Syrianska, limitandosi ad alcune presenze in panchina in Division 1. A partire dal 2017 è passato all'Assyriska, per cui ha esordito in Division 1 in data 22 ottobre 2017: è stato titolare nella vittoria interna per 2-1 sul Sollentuna United.
Dopo un biennio all'Assyriska, si è trasferito ai norvegesi del Levanger, compagine all'epoca militante in 2. divisjon. Ha debuttato con la nuova maglia in data 12 maggio 2019, schierato titolare nella vittoria interna per 2-0 sull'Egersund.
Il 20 aprile 2021, Hadaya si è trasferito al Kristiansund BK. Ha giocato il primo incontro in Eliteserien l'8 agosto successivo, sostituendo l'infortunato portiere titolare Sean McDermott nella sconfitta per 3-2 subita sul campo del Viking.
Il 31 marzo 2022 è stato ceduto al Bryne con la formula del prestito. Ha debuttato il 19 aprile, nella sconfitta per 2-1 sul campo del Sogndal. A fine stagione, ha fatto ritorno al Kristiansund BK.
Il 22 febbraio 2023, Hadaya ha fatto ritorno in Svezia, per giocare nell'Utsiktens BK. Ha giocato il primo incontro in squadra, in Superettan, il 2 aprile 2023: è stato titolare nella vittoria per 1-0 arrivata sullo Skövde AIK.
Il 7 gennaio 2025 è stato ufficializzato il suo trasferimento al Sandefjord, per cui ha firmato un contratto triennale.

### Nazionale
Hadaya ha esordito per la Siria in data 9 settembre 2024, venendo schierato titolare nel successo per 0-3 sull'India.

## Statistiche

### Presenze e reti nei club
Statistiche aggiornate al 25 marzo 2025.
| Stagione         | Club             | Campionato       | Campionato | Campionato | Coppe nazionali | Coppe nazionali | Coppe nazionali | Coppe continentali | Coppe continentali | Coppe continentali | Supercoppe | Supercoppe | Supercoppe | Totale | Totale |
| Stagione         | Club             | Comp             | Pres       | Reti       | Comp            | Pres            | Reti            | Comp               | Pres               | Reti               | Comp       | Pres       | Reti       | Pres   | Reti   |
| ---------------- | ---------------- | ---------------- | ---------- | ---------- | --------------- | --------------- | --------------- | ------------------ | ------------------ | ------------------ | ---------- | ---------- | ---------- | ------ | ------ |
| 2013             | Valsta Syrianska | D1               | 0          | 0          | CS              | 0               | 0               | -                  | -                  | -                  | -          | -          | -          | 0      | 0      |
| 2017             | Assyriska        | D1               | 3          | -6         | CS              | 0               | 0               | -                  | -                  | -                  | -          | -          | -          | 0      | 0      |
| 2018             | Assyriska        | D1               | 10         | -24        | CS              | 0               | 0               | -                  | -                  | -                  | -          | -          | -          | 10     | -24    |
| Totale Assyriska | Totale Assyriska | Totale Assyriska | 13         | -30        |                 | 0               | 0               |                    | -                  | -                  |            | -          | -          | 13     | -30    |
| 2019             | Levanger         | 2D               | 23         | -32        | CN              | 2               | -3              | -                  | -                  | -                  | -          | -          | -          | 25     | -35    |
| 2020             | Levanger         | 2D               | 13         | -18        | -               | -               | -               | -                  | -                  | -                  | -          | -          | -          | 13     | -18    |
| Totale Levanger  | Totale Levanger  | Totale Levanger  | 36         | -50        |                 | 2               | -3              |                    | -                  | -                  |            | -          | -          | 38     | -53    |
| 2021             | Kristiansund BK  | ES               | 1          | -1         | CN              | 1               | -2              | -                  | -                  | -                  | -          | -          | -          | 2      | -3     |
| 2022             | Bryne            | 1D               | 15         | -28        | CN              | 1               | 0               | -                  | -                  | -                  | -          | -          | -          | 16     | -28    |
| 2023             | Utsiktens BK     | S                | 30+2       | -31+-7     | CS+CS           | 0+2             | 0+-6            | -                  | -                  | -                  | -          | -          | -          | 34     | -44    |
| 2024             | Utsiktens BK     | S                | 30         | -38        | CS              | 0               | 0               | -                  | -                  | -                  | -          | -          | -          | 30     | -38    |
| Totale Utsikten  | Totale Utsikten  | Totale Utsikten  | 60+2       | -69+-7     |                 | 2               | -6              |                    | -                  | -                  |            | -          | -          | 64     | -82    |
| 2025             | Sandefjord       | ES               | 0          | 0          | CN              | 0               | 0               | -                  | -                  | -                  | -          | -          | -          | 0      | 0      |
| Totale           | Totale           | Totale           | 125+2      | -178+-7    |                 | 8               | -11             |                    | -                  | -                  |            | -          | -          | 135    | -196   |